# Edmond Ardisson
Edmond Ardisson, all'anagrafe Jules André Edmond Ardissons (Marsiglia, 23 ottobre 1904 – Jouarre, 30 novembre 1983), è stato un attore francese.

## Biografia
Iniziò a calcare le scene nel 1928 in teatro e nelle sale da musica parigine. Durante la sua carriera di attore apparve in più di 100 film.

## Filmografia

### Cinema
- La marsigliese (La Marseillaise), regia di Jean Renoir (1938)
- Alerte en Méditerranée, regia di Léo Joannon (1938)
- Quartiere latino (Quartier latin), regia di Christian Chamborant e Pierre Colombier (1939)
- Viaggio all'altro mondo (L'héritier des Mondésir), regia di Albert Valentin (1940)
- Coups de soleil, regia di Marcel Martin (1947)
- La télévision, oeil de demain, regia di J.K. Raymond Millet (1947)
- Croisière pour l'inconnu, regia di Pierre Montazel (1948)
- Il segreto di Montecristo (Le secret de Monte-Cristo), regia di Albert Valentin (1948)
- Sombre dimanche, regia di Jacqueline Audry (1948)
- Manon, regia di Henri-Georges Clouzot (1949)
- L'école buissonnière, regia di Jean-Paul Le Chanois (1949)
- Je n'aime que toi..., regia di Pierre Montazel (1949)
- Millionnaires d'un jour, regia di André Hunebelle (1949)
- Anime incatenate (La belle que voilà), regia di Jean-Paul Le Chanois (1950)
- La prima luce (Prelude à la gloire), regia di Georges Lacombe (1950)
- Le traqué, regia di Borys Lewin (1950)
- Gunman in the Streets, regia di Frank Tuttle (1950)
- La terza da destra (Die Dritte von rechts), regia di Géza von Cziffra (1950)
- Sotto il cielo di Parigi (Sous le ciel de Paris), regia di Julien Duvivier (1951)
- Edoardo e Carolina (Édouard et Caroline), regia di Jacques Becker (1951)
- I miracoli non si ripetono (Les miracles n'ont lieu qu'une fois), regia di Yves Allégret (1951)
- Il più bel peccato del mondo (Le plus joli péché du monde), regia di Gilles Grangier (1951)
- La domenica non si spara (La Table-aux-Crevés), regia di Henri Verneuil (1951)
- Il guanto verde (The Green Glove), regia di Rudolph Maté (1952)
- La maison dans la dune, regia di Georges Lampin (1952)
- Allô... je t'aime, regia di André Berthomieu (1952)
- Siamo tutti assassini (Nous sommes tous des assassins), regia di André Cayatte (1952)
- Manon delle sorgenti (Manon des sources), regia di Marcel Pagnol (1952)
- La bella seduttrice (Une fille dans le soleil), regia di Maurice Cam (1953)
- Me li mangio vivi! (Le boulanger de Valorgue), regia di Henri Verneuil (1953)
- La morte è discesa troppo presto (L'envers du paradis), regia di Edmond T. Gréville (1953)
- Atto d'amore (Un acte d'amour), regia di Anatole Litvak (1953)
- Crainquebille, regia di Ralph Habib (1954)
- Il montone a cinque zampe (Le Mouton à cinq pattes), regia di Henri Verneuil (1954)
- Escalier de service, regia di Carlo Rim (1954)
- Nous irons à Valparaiso, regia di Claude Barma (1954)
- Alì Babà (Ali Baba et les quarante voleurs), regia di Jacques Becker (1954)
- Uomini senza casa (Les chiffonniers d'Emmaüs), regia di Robert Darène (1955)
- Pas de souris dans le business, regia di Henri Lepage (1955)
- Mia moglie non si tocca (Le printemps, l'automne et l'amour), regia di Gilles Grangier (1955)
- Raffiche di mitra (Le Port du désir), regia di Edmond T. Gréville (1955)
- Papà, mammà, mia moglie ed io (Papa, maman, ma femme et moi...), regia di Jean-Paul Le Chanois (1955)
- Fascicolo nero (Le dossier noir), regia di André Cayatte (1955)
- La Madelon, regia di Jean Boyer (1955)
- Appuntamento al Km. 424 (Des gens sans importance), regia di Henri Verneuil (1956)
- Maria Antonietta, regina di Francia (Marie-Antoinette reine de France), regia di Jean Delannoy (1956)
- Coup dur chez les mous, regia di Jean Loubignac (1956)
- C'est arrivé à Aden..., regia di Michel Boisrond (1956)
- Honoré de Marseille, regia di Maurice Régamey (1956)
- L'ombra sul tetto (Je reviendrai à Kandara), regia di Victor Vicas (1956)
- Le cas du Docteur Laurent, regia di Jean-Paul Le Chanois (1957)
- I terroristi della metropoli (Les suspects), regia di Jean Dréville (1957)
- A piedi... a cavallo... in automobile (À pied, à cheval et en voiture), regia di Maurice Delbez (1957)
- I miserabili (Les misérables), regia di Jean-Paul Le Chanois (1958)
- À pied, à cheval et en spoutnik!, regia di Jean Dréville (1958)
- La p... sentimentale, regia di Jean Gourguet (1958)
- Arrêtez le massacre, regia di André Hunebelle (1959)
- Quai du Point-du-Jour, regia di Jean Faurez (1960)
- Bouche cousue, regia di Jean Boyer (1960)
- Tra due donne (Recours en grâce), regia di Laslo Benedek (1960)
- Les honneurs de la guerre, regia di Jean Dewever (1961)
- Fernandel, scopa e pennel (Cocagne), regia di Maurice Cloche (1961)
- Desideri nel sole (Adieu Philippine), regia di Jacques Rozier (1962)
- Le tentazioni quotidiane (Le diable et les dix commandements), regia di Julien Duvivier (1962)
- La parole est au témoin, regia di Jean Faurez (1963)
- Un filo di speranza (Jusqu'au bout du monde), regia di François Villiers (1963)
- Siegfried, regia di Marcel Cravenne (1963)
- Cucina al burro (La cuisine au beurre), regia di Gilles Grangier (1963)
- De l'assassinat considéré comme un des beaux-arts, regia di Maurice Boutel (1964)
- Vagone letto per assassini (Compartiment tueurs), regia di Costa-Gavras (1965)
- La bourse et la vie, regia di Jean-Pierre Mocky (1966)
- La morale de l'histoire, regia di Claude Dagues (1966)
- Un ombrello pieno di soldi (Le jardinier d'Argenteuil), regia di Jean-Paul Le Chanois (1966)
- Il 13º uomo (Un homme de trop), regia di Costa-Gavras (1967)
- L'homme à la Buick, regia di Gilles Grangier (1968)
- L'envolée belle, regia di Jean Prat (1969)
- Ulisse non deve morire (Heureux qui comme Ulysse...), regia di Henri Colpi (1970)
- La signora dell'auto con gli occhiali e un fucile (The Lady in the Car with Glasses and a Gun), regia di Anatole Litvak (1970)
- Il teatrino di Jean Renoir (Le Petit Théâtre de Jean Renoir), regia di Jean Renoir (1970)
- Il vitalizio (Le viager), regia di Pierre Tchernia (1972)
- Perché mammà ti manda solo? (Trop jolies pour être honnêtes), regia di Richard Balducci (1972)
- Amore e guerra (Love and Death), regia di Woody Allen (1975)
- Deux mois d'un été, regia di Edmond Tiborovsky (1975)
- La barricade du Point du Jour, regia di René Richon (1978)
- Le loup-Cervier, regia di Alain Dhouailly (1979)
- L'épreuve, regia di Alain Dhouailly (1980)
- Un de la Canebière, regia di Michel Ayats (1981)

### Televisione
- En votre âme et conscience – serie TV, episodi 1x15 (1957)
- Leclerc enquéte (L'inspecteur Leclerc enquête) – serie TV, episodi 1x17 (1962)
- La caméra explore le temps – serie TV, episodi 1x28 (1963)
- La route – serie TV, episodi 1x9 (1964)
- Foncouverte – serie TV, episodi 1x31 (1965)
- 22 avenue de la Victoire (1965)
- Salle n° 8 – serie TV, episodi 1x48 (1967)
- Lagardère – serie TV, episodi 1x4 (1967)
- Jacquou le croquant – serie TV, 6 episodi (1969)
- Café du square – serie TV, 4 episodi (1969)
- Le petit monde de Marie-Plaisance – serie TV (1969)
- Le nuove avventure di Vidocq (Les nouvelles aventures de Vidocq) – serie TV, episodio 1x6 (1971)
- La demoiselle d'Avignon – serie TV (1972)
- Les cinq dernières minutes – serie TV, episodi 1x37-1x55 (1965-1973)
- Des lauriers pour Lila – serie TV, episodio 1x02 (1974)
- Valérie – serie TV, episodi 1x30-1x39 (1974)
- Paul Gauguin – serie TV, episodi 1x1-1x2 (1975)
- La chasse aux hommes – serie TV, episodi 1x01-1x03 (1975)
- Avventure nel Mar Rosso (Les secrets de la mer rouge) – serie TV, episodi 2x1 (1975)
- Au théâtre ce soir – serie TV, 3 episodi (1969-1975)
- Cinéma 16 – serie TV, 1 episodi (1976)
- Brigade des mineurs – serie TV, 1 episodi (1978)
- Emmenez-moi au théâtre – serie TV, 1 episodi (1983)